# Phyllanthus lindenianus
Phyllanthus lindenianus är en emblikaväxtart som beskrevs av Henri Ernest Baillon. Phyllanthus lindenianus ingår i släktet Phyllanthus och familjen emblikaväxter.

## Underarter
Arten delas in i följande underarter:
- P. l. inaequifolius
- P. l. jimenezii
- P. l. leonardorum
- P. l. lindenianus